# Richard Holland (Altphilologe)
Richard Holland (* 4. März 1860 in Seidau bei Bautzen; † im 20. Jahrhundert) war ein deutscher Altphilologe und Gymnasiallehrer.
Richard Holland studierte nach dem Besuch des Gymnasiums in Bautzen ab 1880 an der Universität Leipzig. 1884 wurde er dort bei Otto Ribbeck mit einer Arbeit über Polyphem und Galateia promoviert. Holland war Mitglied des Klassisch-Philologischen Vereins Leipzig im Naumburger Kartellverband. Er war als Oberlehrer an der Thomasschule in Leipzig tätig und publizierte rege zu Themen der griechischen Mythologie sowie Artikel in Wilhelm Heinrich Roschers Ausführlichem Lexikon der griechischen und römischen Mythologie.

## Veröffentlichungen (Auswahl)
- De Polyphemo et Galatea commentatio philologica. Leipzig 1884 (= Dissertation mit Lebenslauf, Digitalisat).
  - vollständig in Leipziger Studien zur classischen Philologie 7, 1884, S. 139–312 (Digitalisat).
- Heroenvögel in der griechischen Mythologie, mit einem Anhange über Diomedes in Italien. Edelmann, Leipzig 1895 (Digitalisat).
- Sachregister. In: Theophrasts Charaktere. Herausgegeben, erklärt und übersetzt von der Philologischen Gesellschaft zu Leipzig. Teubner, Leipzig 1897.
- Die Sage von Daidalos und Ikaros. Edelmann, Leipzig 1902 (Digitalisat).
- Studia Sidoniana. Edelmann, Leipzig 1905 (Digitalisat).